# Boels Rental
Boels Rental est un groupe de location de matériel dont le siège se situe à Sittard aux Pays-Bas. En 2019, la société emploie plus de 4200 employés répartis dans plus de 450 filiales situées aux Pays-Bas, en Belgique, au Luxembourg, en Allemagne, en Autriche, République tchèque, Pologne, Italie et Slovaquie. Elle est également présente dans 2250 magasins de bricolage.

## Histoire
L'entreprise Boels est fondée en 1977. Elle est dirigée par Pierre Boels. 
En 2015, l'entreprise rachète son concurrent danois ToolMatic et le spécialiste de la location dans les domaines de la gestion climatique et de l'énergie belge Racor.
En novembre 2019, le groupe Boels a annoncé son acquisition de l'entreprise finlandaise Cramo.

## Parrainage sportif
La société est un partenaire important du sport cycliste. Depuis 2012, elle finance l'équipe féminine Boels Dolmans au côté de l'entreprise de paysagisme Dolmans Landscaping. En 2015, cette formation est numéro deux mondial et a pour membre la championne du monde 2015 Lizzie Armitstead.
Par ailleurs, l'entreprise parraine des compétitions cyclistes féminines et masculines : l'Holland Ladies Tour rebaptisé Boels Rental Ladies Tour, la Boels Rental Hills Classic, mais également la Flèche wallonne.